# Вахрамеевы (дворянский род)
Вахраме́евы (Вахроме́евы, Вохроме́евы) — древние русские дворянские роды.
Один из них происходит от дьяка Ивана Федоровича Вахрамеева († 1679) и его сына Григория Ивановича, стольника и воеводы в Михайлове (1699), владел населённым имением (1699).
Другой род Вахрамеевых, записанный в VI части дворянских родословных книг Московской и Рязанской губернии, происходит от казака Карпа Вахрамеева, получившего (1618 и 1633) поместье «за московское осадное сиденье» в Рязанском уезде.

## История рода
Опричниками Ивана Грозного записаны: Образец Семёнович, Иван Михайлович, Михаил Васильевич, Иван и Лев Семёновичи Вахрамеевы (1573). Образец Семёнович упомянут на свадьбе Ивана IV Грозного с Анной Васильчиковой, дворовый жилец (1581), пристав у цесарского посла (1589), встречал в Ярославле Кизилбашского посла (1592). Степан Михайлович жилец (1581). Иван Семёнович пристав у цесарского посла (1594), дьяк Новгородской чети, дьяк в приказе Новая четь (1600).
Григорий Вахрамеев погребён в Сергиево-Троицком монастыре (1634).

## Описание герба
В красном поле перпендикулярно поставлены два белых знамени и посреди них турецкий бунчук, над которым видна золотая луна, а внизу изображена пушка на золотом лафете, поставленная на траве, и возле неё на правой стороне куча ядер.
Щит увенчан обыкновенным дворянским шлемом с дворянской на нём короной, на поверхности которой видна выходящая рука, имеющая натянутый лук и стрелу. Намёт на щите красный, подложен золотом (Гербовник IV, 115).

## Известные представители
- Вахрамеев Фёдор Киприанович — подьячий в Белозерске (1614-1618), воевода на Белоозере (1618-1619).
- Вахрамеев Дмитрий Иванович — объезжий голова в Москве (1631), московский дворянин (1636-1640).
- Вахрамеев Дмитрий Иванович — московский дворянин (1636)[6][7].